# Ублюжья доля
«Ублюжья доля» — шестой номерной студийный альбом рок-группы «Облачный край». Записан в 1984 году в Ленинграде на студии Андрея Тропилло. Первый альбом коллектива, записанный на профессиональную многоканальную аппаратуру. В советские годы широко распространялся неофициальным магнитиздатом. Официально впервые был издан в 1990-е годы.
На момент записи группа находилась на грани распада и от первоначального состава в ней оставался только основатель Сергей Богаев.

## Предыстория
В 1984 году у Сергея Богаева, лидера «Облачного края», случился конфликт с архангельскими властями. После этого группу выгнали из ДК завода «Красная кузница», где она базировалась с момента основания. Богаеву стали даже угрожать привлечением к ответственности за антисоветскую агитацию. Попавший в опалу коллектив не смог найти нового помещения в городе. В результате «Облачный край» оказался на грани распада: клавишник Николай Лысковский стал готовиться к поступлению в вуз, а вокалист Олег Рауткин и вовсе покинул Архангельск и перевёлся в Харьковский институт физкультуры.
Тогда Богаев вспомнил о приглашении легендарного звукорежиссёра Андрея Тропилло записаться в Ленинграде. Тропилло, посетивший Архангельск вместе с группой «Аквариум» ещё в 1982 году, случайно услышал музыку «Облачного края» и оказался настолько впечатлён звучанием группы, что предложил посотрудничать в перспективе. Созвонившись с Тропилло, Богаев в одиночку приехал в Ленинград.

## Запись альбома
Запись альбома проходила осенью 1984 года в Доме юного техника, где работал Тропилло. Для фиксации материала впервые использовалась многоканальная аппаратура.
Сергей Богаев играл на электрогитаре «Урал» и самодельном трёхструнном басу, которые привёз из Архангельска. В качестве барабанщика сперва пробовался Александр Петелин из группы «Тамбурин», однако музыка «Облачного края» оказалась для него слишком сложной и на плёнку попала только одна исполненная им партия ударных. В итоге барабанщиком стал джаз-роковый музыкант Евгений Губерман, уже знакомый Богаеву по архангельскому концерту «Аквариума».
Вокалистом вместо Олега Рауткина стал архангелогородец Владимир Будник из группы «Святая Луиза», голос которого уже звучал на альбомах 1982 года. Часть вокальных партий исполнил сам Богаев. «Облачный край» начал использовать дуэтные партии, в которых высокий голос Будника сочетался с низким хриплым рыком Богаева.
«Ублюжья доля» — единственная работа группы, записанная без использования клавишных инструментов.
Готовый альбом стал распространяться с оригинальной обложкой, которую оформил архангельский художник и музыкант группы «Аутодафе» Алексей Булыгин.

## Издание
Альбом «Ублюжья доля», наряду со следующей работой под названием «Стремя и люди», получил всесоюзную популярность в магнитоиздате. Тем не менее первое официальное издание на компакт-дисках и аудиокассетах состоялось только в 1996 году на лейбле Hobbott Proline Ltd. В 1998 году состоялось кассетное издание «Отделения „Выход“», а в 2008 году — переиздание в рамках архивного проекта «ДПНР» («Да Поможет Нам Рок!»), функционирующего при поддержке фирм «АнТроп» и «Выргород».

## Восприятие
Рок-журналист Александр Кушнир, рассказывая об альбоме, отмечал как некоторую несыгранность Богаева и Губермана, так и недостаточные вокальные данные Будника, не позволявшие ему правильно брать высокие ноты. Тем не менее триумфальное выступление «Облачного края» на Подольском рок-фестивале в 1987 году было начато именно с песен альбома «Ублюжья доля»: «Союз композиторов» и «Мой Афганистан».
Сатирическая песня «Союз композиторов» стала одной из визитных карточек группы.
Сам Андрей Тропилло называл музыку «Облачного края» «красным металлом» и утверждал, что у группы нет аналогов на территории СССР.

## Список композиций
1. Союз композиторов (4:57)
2. Серый кардинал (3:42)
3. Ультрашизоидный порыв (2:47)
4. Пожиратель огня (2:32)
5. Мракобес (2:23)
6. Ублюжья доля (2:24)
7. Бледнолицый, как собака (2:32)
8. Соси-посасывай (2:38)
9. Мой Афганистан (3:57)
10. В предчувствии кончины (3:26)
11. 1984-й (bonus track) (5:13)

Автор всех песен — Сергей Богаев.

## Участники записи
- Сергей Богаев — вокал (2-3, 6-9), гитара, бас
- Владимир Будник — вокал (1, 4-5, 10), бэк-вокал (2-3)
- Евгений Губерман — ударные (кроме 8)
- Александр Петелин — ударные (8)[1]